# Eiffage

Az Eiffage (korábban Société Auxiliaire d'Entreprises (SAE)), francia  építőipari cég. 70 400 embert foglalkoztat szerte a világon. A csoport ma már a közmunka számos területén tevékenykedik: építőipar, infrastruktúra, koncessziók és energia. Az Eiffage a harmadik legnagyobb francia építőipari vállalat, a Vinci és a Bouygues után, és a negyedik legnagyobb európai építőipari vállalat.